# Nymphargus mixomaculatus
Nymphargus mixomaculatus är en groddjursart som först beskrevs av Guayasamin, Lehr, Rodríguez och Aguilar 2006.  Nymphargus mixomaculatus ingår i släktet Nymphargus och familjen glasgrodor. IUCN kategoriserar arten globalt som otillräckligt studerad. Inga underarter finns listade i Catalogue of Life.